# Afroedura praedicta
Afroedura praedicta — вид геконоподібних ящірок родини геконових (Gekkonidae). Ендемік Анголи. Описаний у 2021 році.

## Поширення і екологія
Afroedura praedicta відомі зі схилів гори Серра-де-Неве на півночі провінції Намібе на південному заході країни.